# Matxakh
Matxakh (en rus: Мачах) és un poble de la república de Sakhà, a Rússia, que en el cens del 2010 tenia 66 habitants, pertany al districte de Batagai.